# Slag van Bijwater
De Slag van Bijwater (sic) is een fictieve veldslag uit J.R.R. Tolkiens werk In de Ban van de Ring.

## Achtergrond
De slag werd uitgevochten in november van het jaar 3019 van de Derde Era. In maart van dat jaar had de hobbit Frodo Balings de Ene Ring naar de Doemberg gebracht en werd deze vernietigd, waardoor de Oorlog om de Ring in het grootste deel van Midden-aarde werd beëindigd. De strijd speelde zich voor het grootste gedeelte af in Gondor en nabij Mordor, maar eerder in de oorlog werd het plan van de Tovenaar Saruman om zich de Ene Ring en het koninkrijk Rohan toe te eigenen door de Rohirrim en hun bondgenoten verijdeld.
Een tijd lang werd Saruman door de Enten vastgehouden in zijn hoofdkwartier, de toren Orthanc in Isengard. Saruman had zijn legers verloren, maar had nog steeds de macht en de overtuigingskracht van zijn stem waarmee hij de Entenleider Boombaard verleidde om hem vrij te laten.
Saruman bleek al voor de Oorlog om de Ring de ligging van de Gouw te kennen. Hij was namelijk in navolging van Gandalf gaan roken, en deed dit stiekem omdat hij eerder in de Witte Raad Gandalf bespot had ('terwijl [de Raad] belangrijke zaken te bespreken heeft speelt [Gandalf] spelletjes met rook en vuur'). Omdat pijpkruid slechts in de Gouw groeide had hij de Gouw nodig, en ontdekte al snel dat hij met name de Buul-Balingsen kon beïnvloeden. Buiten het pijpkruid vond Saruman de Gouw maar een onbelangrijk en oninteressant gebied, waarvan hij niettemin de ligging voor Sauron verborgen hield. Toen hijzelf en Sauron verslagen waren, waarin bovendien hobbits een belangrijk aandeel hadden, lagen de zaken echter anders. Saruman hield de hobbits verantwoordelijk voor zijn nederlaag en besloot dat hij, als hij geen grote tiran meer kon zijn, dan maar een kleine tiran zou worden in zijn eigen kleine rijkje. Daarom ging hij na zijn vrijlating met een groep ontevreden Donkerlanders en de resten van zijn Orklegers naar de Gouw om de daar wonende hobbits te terroriseren. Ook Gríma Slangtong ging met Saruman mee, hoewel ze een enorme hekel aan elkaar hadden gekregen.
Hij werd hierin geholpen door Frodo's hebzuchtige familielid, Lotho Buul-Balings, die graag veel macht wilde hebben. Hij verhandelde pijpkruid met Saruman voor geld, waardoor er in de Gouw een groot tekort aan pijpkruid ontstond. Saruman gebruikte de Mensen in zijn dienst als tussenhandelaren. Als snel gebruikte Lotho deze Mensen (door de Hobbits Schurken genoemd) om zelf de macht te grijpen door de Burgemeester van Grotedelft (de grootste stad in de Gouw), Willie Witvoet, gevangen te nemen. Lotho ging zichzelf De Chef noemen. Snel werd duidelijk dat Lotho de zaak zelf niet in de hand had en dat de mannen slechts de orders van 'Sjappie', zoals Saruman door zijn ondergeschikten en de hobbits werd genoemd, opvolgden. Lotho werd ergens in de maanden voorafgaand aan de slag door de slijmerige dienaar van Saruman, Gríma Slangtong, vermoord en naar verluidt zelfs opgegeten. In de tussentijd werden de hobbits beroofd van hun voedsel en bier, terwijl de schurken zichzelf er aan tegoed deden. Het rustieke landschap werd door de Schurken ontdaan van alle bomen en de nederzettingen werden veranderd in vervuilende, industriële complexen. De gezagsgetrouwe en vredelievende Hobbits werden, vaak tegen hun zin, gedwongen dienst te nemen als Drost. Drosten waren voor de komst van Saruman de politieagenten van de Gouw geweest en er waren er slechts 12 nodig om de orde te bewaren. Nu werd het aantal Drosten flink uitgebreid en werden ze ingezet om gehoorzaamheid bij de bevolking af te dwingen.

## De slag
Nadat Frodo Balings, Sam Gewissies, Pepijn Toek en Merijn Brandebok een lange tijd in Gondor, Rohan en Rivendel hadden vertoefd, keerden ze eind oktober huiswaarts. In Breeg werd duidelijk dat veel misdadigers hun weg naar het westen van Eriador gevonden hadden. Toen de Vier Reizigers de Poort van Bokland bereikten werd hen door de Drosten de toegang ontzegd. Ze slaagden er echter in om de Hobbitsdrosten te overreden hen binnen te laten en de vier Hobbits vervolgden hun weg richting Hobbitstee. In het dorp Puitenlee, halverwege de Brandewijn en Hobbitstee, werd de groep gearresteerd door Drosten en moesten ze naar Bijwater gebracht worden. De Drosten waren gedemotiveerd en de vier Hobbits vervolgden op eigen kracht hun weg naar Bijwater.
In Bijwater vond een woordenwisseling plaats met enkele Schurken, maar de vier Hobbits intimideerden de Schurken met de wapenrustingen die ze hadden gekregen in Rohan en Gondor. Daarop gingen de Schurken naar Hobbitstee en Wegemoet om versterkingen te halen. In de tussentijd werd Sam Gewissies herenigd met zijn grote liefde, Roosje Katoen, en haar vader, boer Tom Katoen. Tom Katoen riep de inwoners van Bijwater, zo'n honderd in getal, onder de wapenen. Een groep van twintig Schurken uit Hobbitstee werd in een hinderlaag gelokt en gevangengenomen. Van Tom Katoen vernamen ze dat het Dinghoofd van de Gouw (de militaire leider) en vader van Pepijn, Paladijn Toek, zich verschanste in zijn hoofdkwartier Groot-Smielen en vandaaruit de Schurken weerstand bood. Pepijn vertrok naar Groot-Smielen om de Toeken te verzamelen en naar Bijwater te brengen, terwijl Merijn de inwoners van Bijwater organiseerde in afwachting van de Schurken uit Wegemoet, die elk moment konden arriveren. De Toeken waren echter eerder ter plaatse en de Hobbit-strijdmacht zwol aan tot tweehonderd man. Op aandringen van Frodo werd beloofd zo veel mogelijk mensenlevens te sparen.
Bij het ochtendgloren van de volgende dag, 3 november, kwamen honderd Schurken uit Wegemoet aan in Bijwater. Hoewel ze groter en sterker waren dan de Hobbits hadden de Schurken geen strijdplan en misten ze de ervaring die de bevelhebbers van de Hobbits, Merijn en Pepijn, wel hadden. De Hobbits hadden zich verdekt opgesteld achter de heggen die de weg van Wegemoet naar Bijwater flankeerden. Merijn en Pepijn sommeerden de Schurken om hun wapens neer te leggen, maar de in het nauw gedreven Schurken besloten geweld te gebruiken en een groot aantal van hen, zeventig, werd doodgeschoten door de boogschutters van de Gouw. Van de overlevenden werden er twaalf gevangengenomen, terwijl de rest vluchtte. De Slag van Bijwater was voorbij en de troepenmacht begaf zich naar Balingshoek, waar Lotho en Saruman hun hoofdkwartier hadden. Hier kwamen de Hobbits erachter dat Lotho was vermoord. Frodo spoorde de Hobbits aan om Saruman te laten gaan, maar Saruman werd verraden door Gríma Slangtong die hem de keel doorsneed. Gríma trachtte te vluchten, maar werd door vier Hobbitpijlen doorboord. De Slag van Bijwater was slechts de tweede slag die ooit binnen de grenzen van de Gouw werd uitgevochten. De andere was de Slag van Groeneveld.

## Nasleep
Door de bezetting door Saruman was er veel schade aangericht in de Gouw. Veel vegetatie, waaronder de Feestboom, was vernietigd en veel herbergen en hobbitholen waren afgebroken en vervangen door afzichtelijke barakken voor Sarumans mannen en door industriële installaties van Saruman. Met hulp van een geschenk van Galadriel, een kist met zaadjes en stof om deze snel te laten groeien, werd de vegetatie echter snel door Sam Gewissies hersteld en het jaar 1420 (Gouwrekening) werd een zeer voorspoedig jaar met een goede oogst en voedsel en bier in overvloed. Frodo vertrok uiteindelijk naar Aman, jaren later gevolgd door Sam. Pepijn en Merijn volgden hun vaders op als respectievelijk Dinghoofd en Meester van Bokland en ze stierven zestig jaar later.